# Phyllomedusa tarsius
La rana lémur o rana tarsio (Phyllomedusa tarsius) es una especie de anfibios de la familia Phyllomedusidae.
Habita en Brasil, Colombia, Ecuador, Perú, Venezuela y, posiblemente, en Bolivia y Guayana.
Sus hábitats naturales incluyen bosques tropicales o subtropicales secos y a baja altitud, pantanos tropicales o subtropicales, marismas intermitentes de agua dulce y zonas previamente boscosas ahora muy degradadas.
Está amenazada de extinción por la destrucción de su hábitat natural.